# 地中海地區 (土耳其)

地中海地區在土耳其的位置

地中海地區（土耳其語：Akdeniz Bölgesi）是土耳其的七個地理分區之一，位於該國的南側。該地區面積122,927平方千米，2007年時人口達890萬。該地區地形以山地為主，托魯斯山脈橫貫其中。